# 冬の恋人たち
『冬の恋人たち』（ふゆのこいびとたち、原題：The Cutting Edge）は、1992年制作のアメリカ合衆国の映画。
ペア・フィギュアスケートでアルベールヴィル冬季オリンピック出場を目指す1組の若い男女の姿を描く。
フィギュアスケートの指導及び振り付けは、1980年レークプラシッドオリンピックの金メダリストであるロビン・カズンズ。スケート経験ゼロの主演の2人、D・B・スウィーニーとモイラ・ケリーを1からトレーニングした。
2006年には、続編『冬の恋人たち2』（The Cutting Edge: Going for the Gold）が製作された。

## あらすじ
ダグ・ドーシーはアイスホッケー五輪アメリカ代表の有望な選手であったが、試合中のけがで目を負傷し、選手生命を断たれてしまう。
そんな彼に、フィギュアスケート・コーチのアントン・パンチェンコから、フィギュアスケートの天才少女として知られるケイト・モーズリーのパートナーの誘いが来た。パンチェンコは2人にペアを組ませ、来たるアルベールヴィル冬季オリンピックに出場させようと考えていた。
早速トレーニングが始まるが、ケイトとダグはそりが合わず、反目し合う。しかしやがて、慣れないフィギュアに真剣に取り組むダグの姿に触発され、ケイトもトレーニングに身を入れるようになり、2人のスケートはみるみる上達していく。さらに、パンチェンコが20年かけて生み出した妙技パンチェンコをマスターすべく特訓を続けた。
全米選手権でライバル・チームがミスをしたため、アルベールヴィル冬季オリンピックの出場権が転がり込んだダグとケイトは金メダルを獲るべく、いよいよ決戦の舞台に臨む。

## キャスト
| 役名                   | 俳優                 | 日本語吹替 |
| ---------------------- | -------------------- | ---------- |
| ダグ・ドーシー         | D・B・スウィーニー   | 宮本充     |
| ケイト・モーズリー     | モイラ・ケリー       | 林原めぐみ |
| アントン・パンチェンコ | ロイ・ドートリス     | 有川博     |
| ジャック               | テリー・オクィン     | 小林修     |
| ヘイル                 | ドワイヤー・ブラウン |            |

吹替その他、土師孝也、秋元羊介、大滝進矢、森川智之、渡辺美佐、西村知道、星野充昭、滝沢久美子、水野龍司、色川京子、沢海陽子、田中敦子